# Joseph Deniker

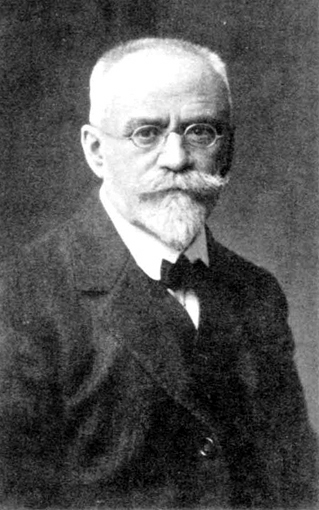
Joseph Deniker

Joseph Deniker (ur. 6 marca 1852 w Astrachaniu, zm. 18 marca 1918 w Paryżu) – francuski antropolog i przyrodnik pochodzenia rosyjskiego. Prowadził cykliczne badania nad naczelnymi, a także nad rasami ludzkimi. Zapoczątkował rozwój kierunku typologicznego w antropologii.
Deniker urodził się w Astrachaniu w Imperium Rosyjskim, zmarł zaś w Paryżu.